# Horace Vernet
Émile Jean-Horace Vernet (n. 30 iunie 1789, Paris, Regatul Franței – d. 17 ianuarie 1863, Paris, Al Doilea Imperiu Francez), mai cunoscut sub numele de Horace Vernet, a fost un pictor francez de bătălii, portrete și subiecte orientaliste.

## Biografie

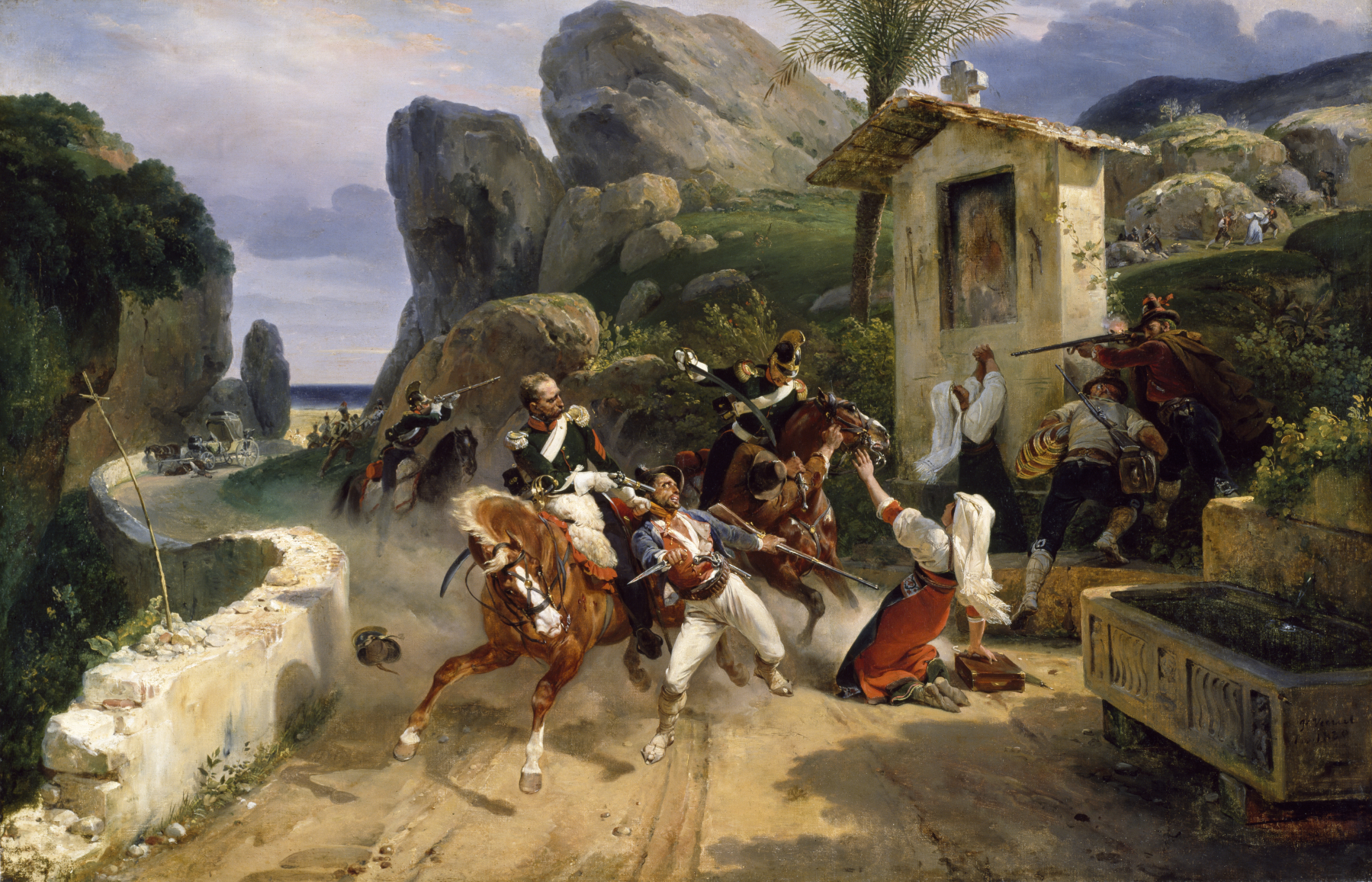
Briganzii italieni surprinși de trupele papale

Vernet este fiul lui Carle Vernet, un alt pictor celebru, care era el însuși fiul lui Claude Joseph Vernet. S-a născut la Luvru, Paris, în timp ce părinții săi locuiau acolo în timpul Revoluției Franceze. Vernet a dezvoltat rapid un dispreț pentru seriozitatea academică franceză, lucrare care s-a remarcat prin arta influențată de clasicism, și a decis să picteze subiecte preluate în principal din viața contemporană. În timpul carierei sale timpurii, când Napoleon Bonaparte era la putere, el a început să-l înfățișeze pe soldatul francez într-o manieră mai familiară, vernaculară, mai degrabă decât într-o manieră idealizată, davidiană; avea doar douăzeci de ani când a expus Cucerirea unei tabere întărite. Alte picturi ale sale care îi reprezintă pe soldații francezi într-un stil mai direct, mai puțin idealizant, includ Câinele regimentului, Calul trompetistului și Moartea lui Poniatowski .
A câștigat recunoașterea în timpul Restaurației franceza pentru o serie de picturi de luptă comandate de ducele d'Orleans, viitorul rege Louis-Philippe. Criticii s-au mirat de viteza incredibilă cu care a pictat. Multe dintre picturile sale realizate în această etapă timpurie a carierei sale au fost „remarcate pentru acuratețea lor istorică, precum și pentru peisajele lor încărcate”. Exemple de picturi în acest stil includ seria sa Patru bătplii: Bătălia de la Jemappes (1821), Bătălia de la Montmirail (1822), Bătălia de la Hanau (1824) și Bătălia de la Valmy (1826). Bucurându-se de favoruri egale atât din partea curții, cât și a opoziției, a fost numit director al Academiei Franceze din Roma, între 1829 și 1835. 
De-a lungul lungii sale cariere, Horace Vernet a fost onorat cu zeci de comenzi importante. Regele Louis-Philippe a fost unul dintre cei mai prolifici patroni ai săi,  iar întreaga cameră Constantin de la Palatul Versailles a fost decorată de el, în scurtul interval de trei ani. Regele a cerut să se picteze o galerie dedicată „fructelor colonizării”. La acea vreme, Franța coloniza Algeria prin război și pretindea că aceasta face parte din misiunea lor civilzatoare”. Într-un stil neoclasic, reflectând colonizarea romană în Africa de Nord cu aproximativ 2000 de ani înainte, Horace a pictat imagini cu subofițeri francezi care antrenează soldați algerieni, ingineri francezi construind drumuri algeriene și soldați francezi care lucrează câmpuri algeriene.
Reprezentările sale ale bătăliilor algeriene, cum ar fi Bătălia de la Smala și Capturarea orașului Constantin, au fost bine primite de alți francezi, deoarece erau reprezentări vii ale armatei lor în plină luptă. După căderea Monarhiei din iulie în timpul Revoluției din 1848, Vernet a descoperit un nou patron în Napoleon al III-lea al Franței. El a continuat să picteze reprezentări ale eroicei armate franceze în timpul celui de-al Doilea Imperiu și și-a menținut angajamentul de prezenta subiectele într-un mod realist. El a însoțit armata franceză în timpul războiului din Crimeea, realizând mai multe picturi, inclusiv una din Bătălia de la Alma, care nu a fost la fel de bine primită ca picturile sale anterioare. O anecdotă binecunoscută și posibil apocrifă susține că, atunci când lui Vernet i s-a cerut să îndepărteze un anume general detestabil dintr-una dintre picturile sale, el a răspuns: „Sunt un pictor al istoriei, domnule, și nu voi încălca adevărul”, demonstrând astfel fidelitatea de a reprezenta războiul.

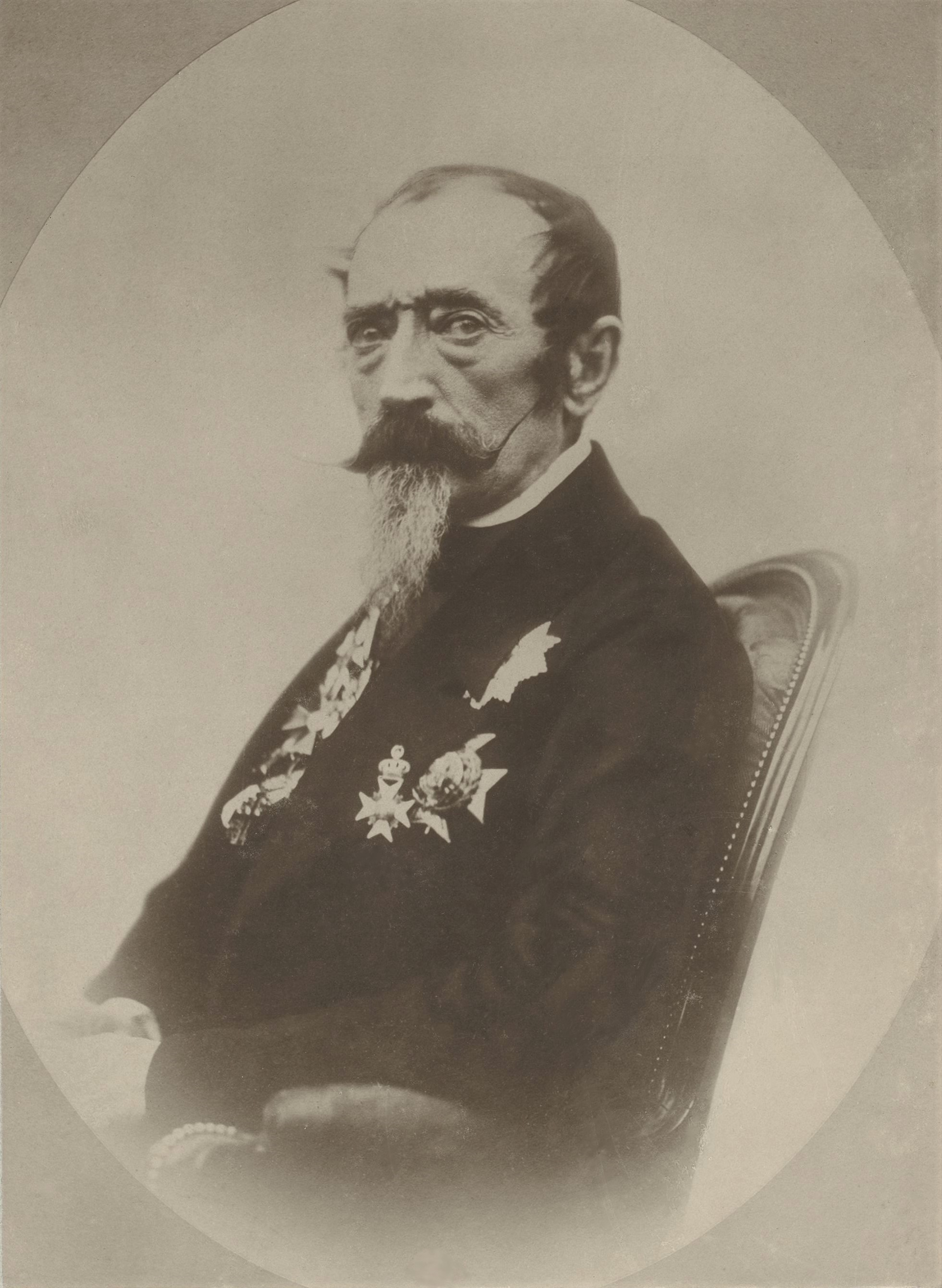
Vernet în 1858

Vernet a dezvoltat, de asemenea, un interes pentru fotografia dagherotipică. A făcut fotografii în Egipt ca material de referință pentru picturile sale și, în timpul unei opriri în Malta, în martie 1840, în drum spre Egipt, a făcut cele mai vechi fotografii cunoscute ale insulei la Fort Manoel⁠(d). Astăzi se crede că aceste fotografii timpurii au fost pierdute.
Vernet a murit în orașul său natal, Paris, în 1863.

## Referințe literare

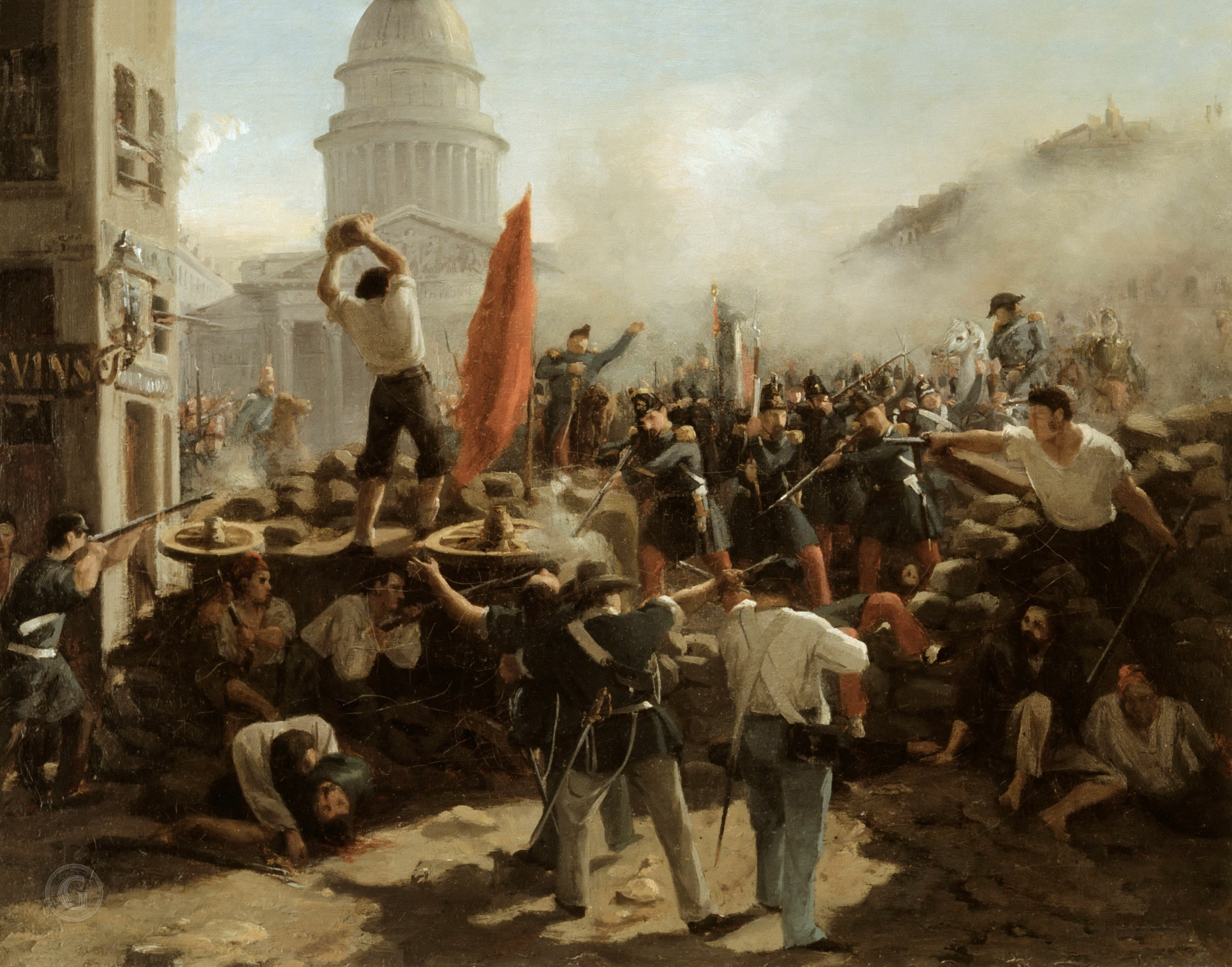
Lupte de stradă pe Rue Soufflot, Paris, 25 iunie 1848

## Galerie

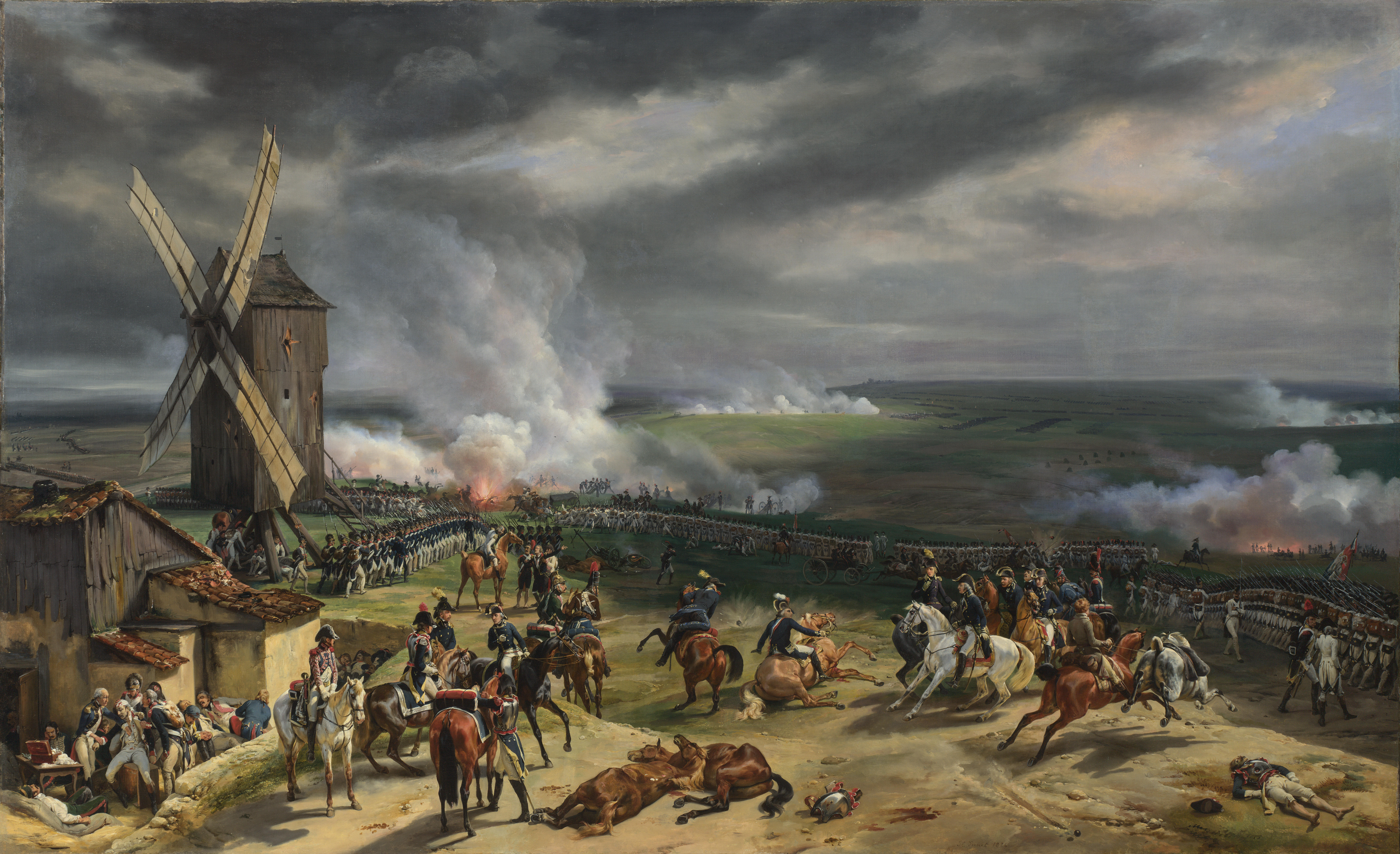
Bătălia de la Valmy (1826)
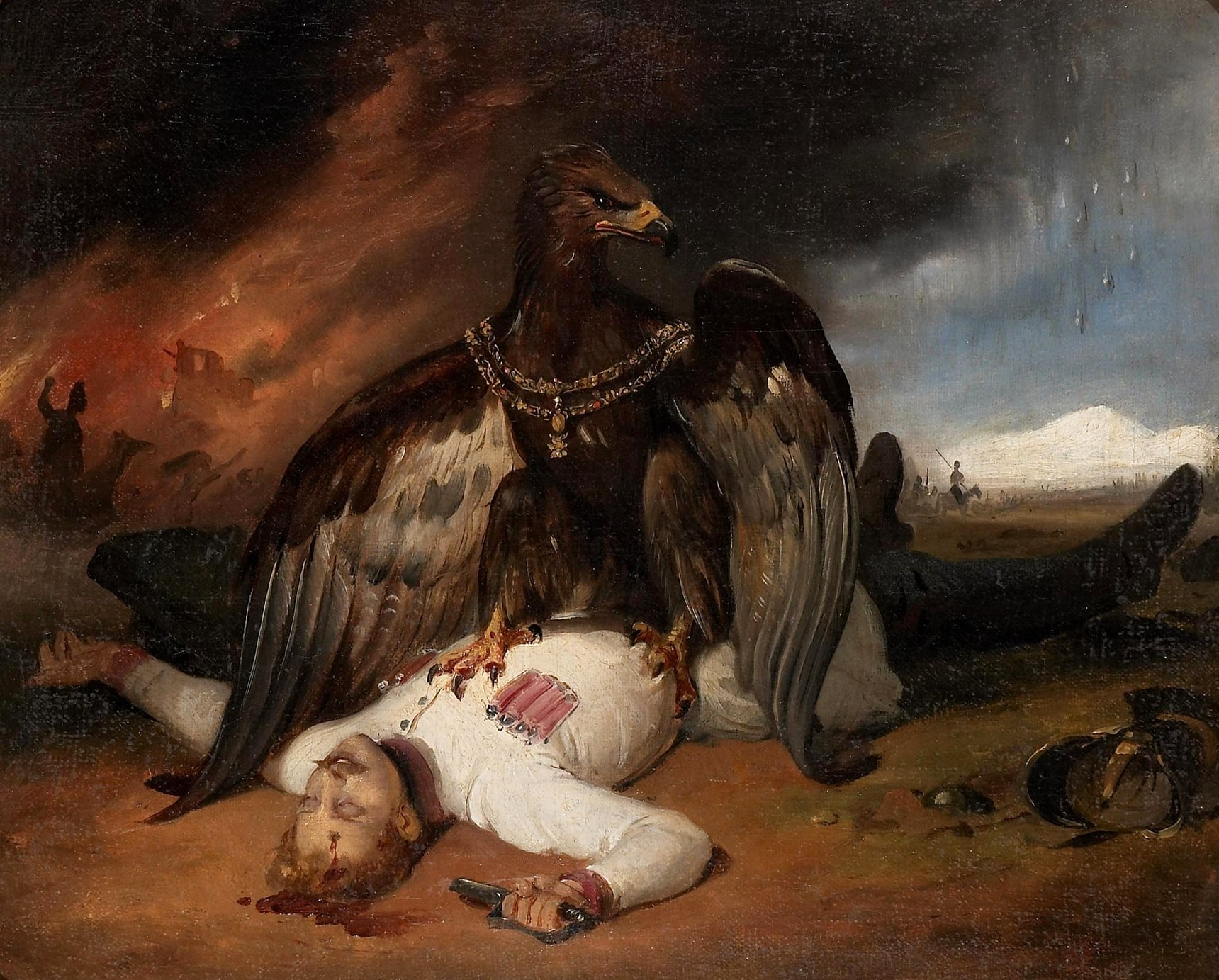
Prometeu polonez (1831)
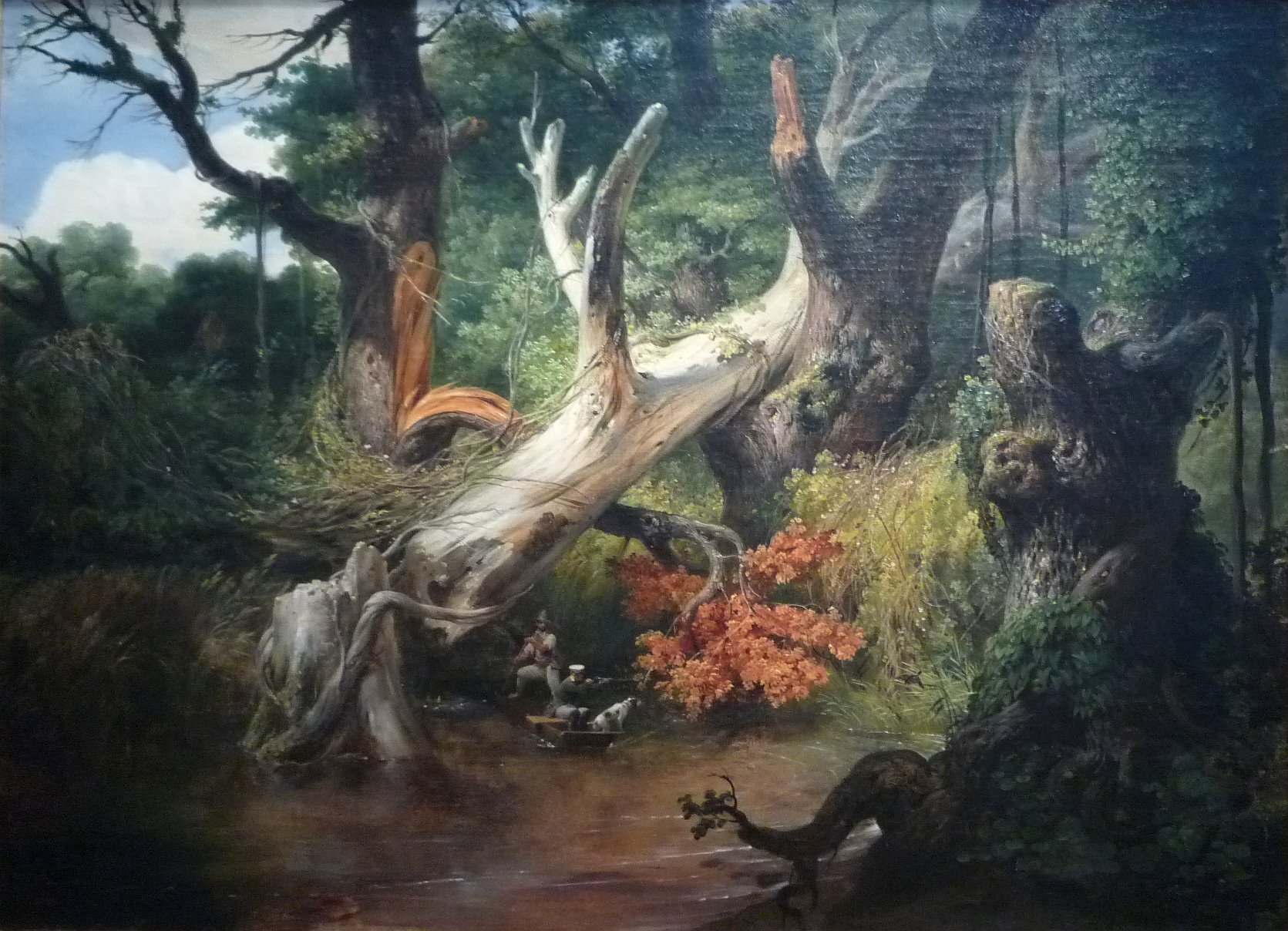
Vânătoare în mlaștinile pontine (1833)
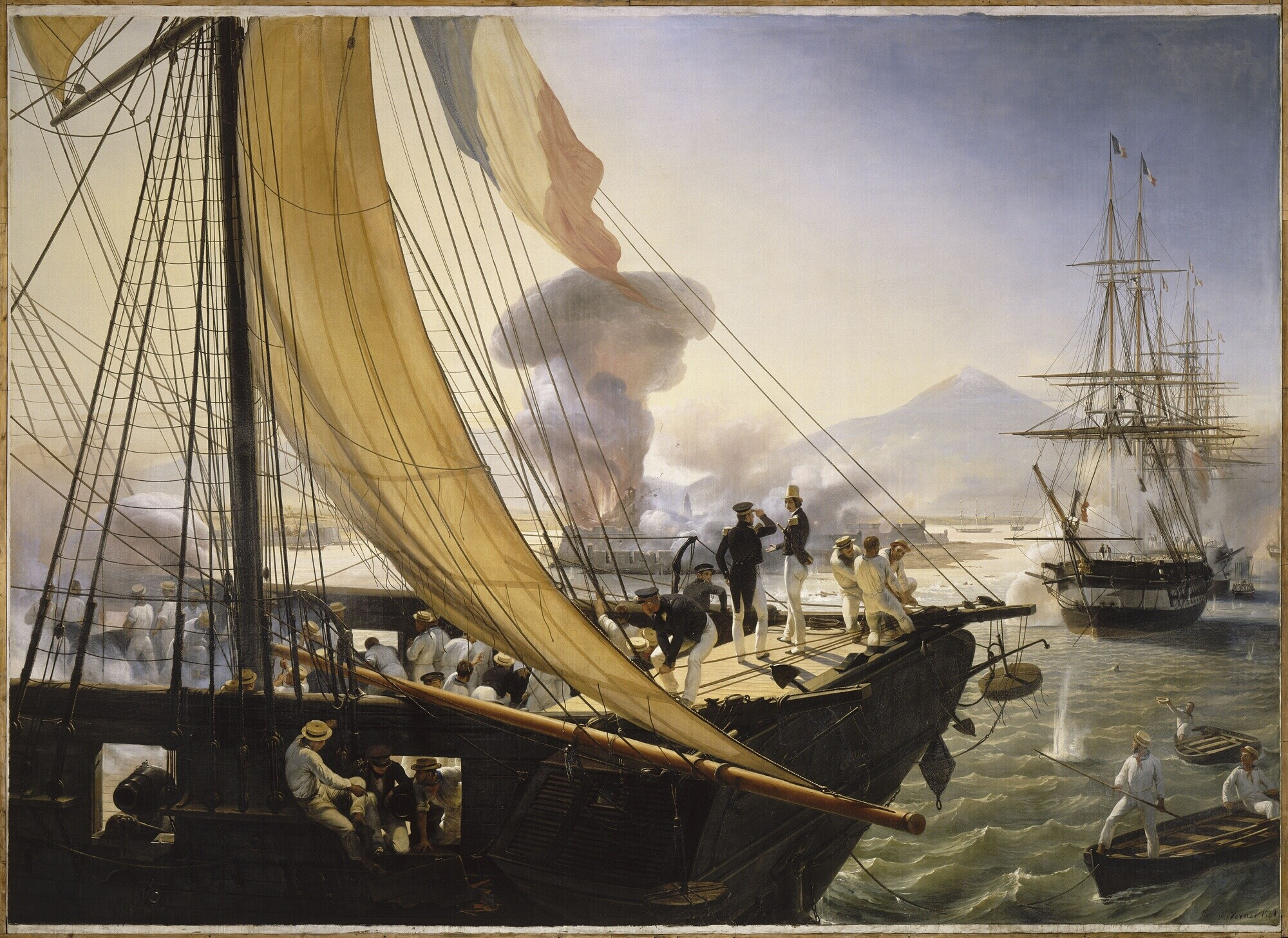
Scenă din expediția mexicană din 1838 (1841)

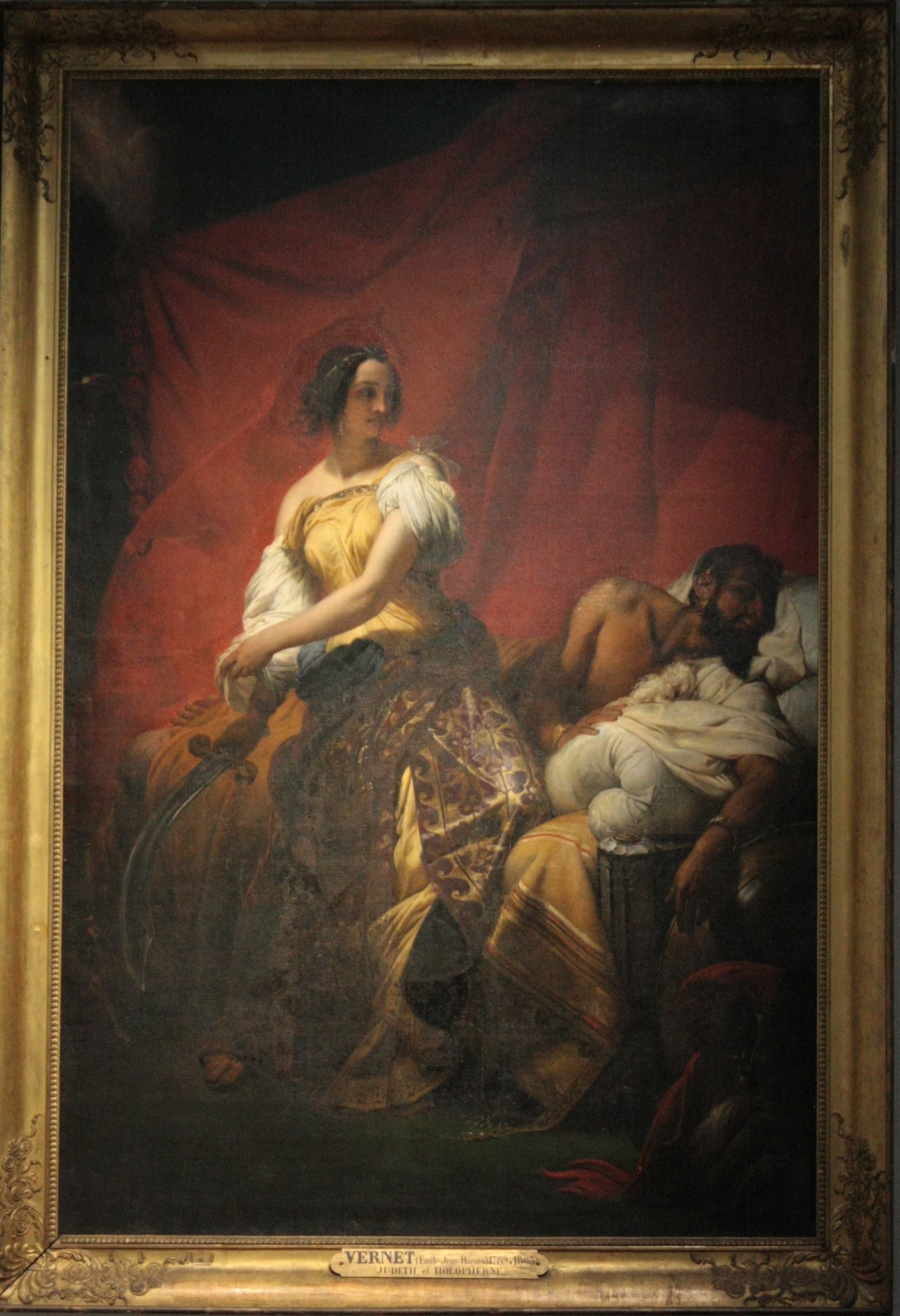
Iudita și Holofern, 1831
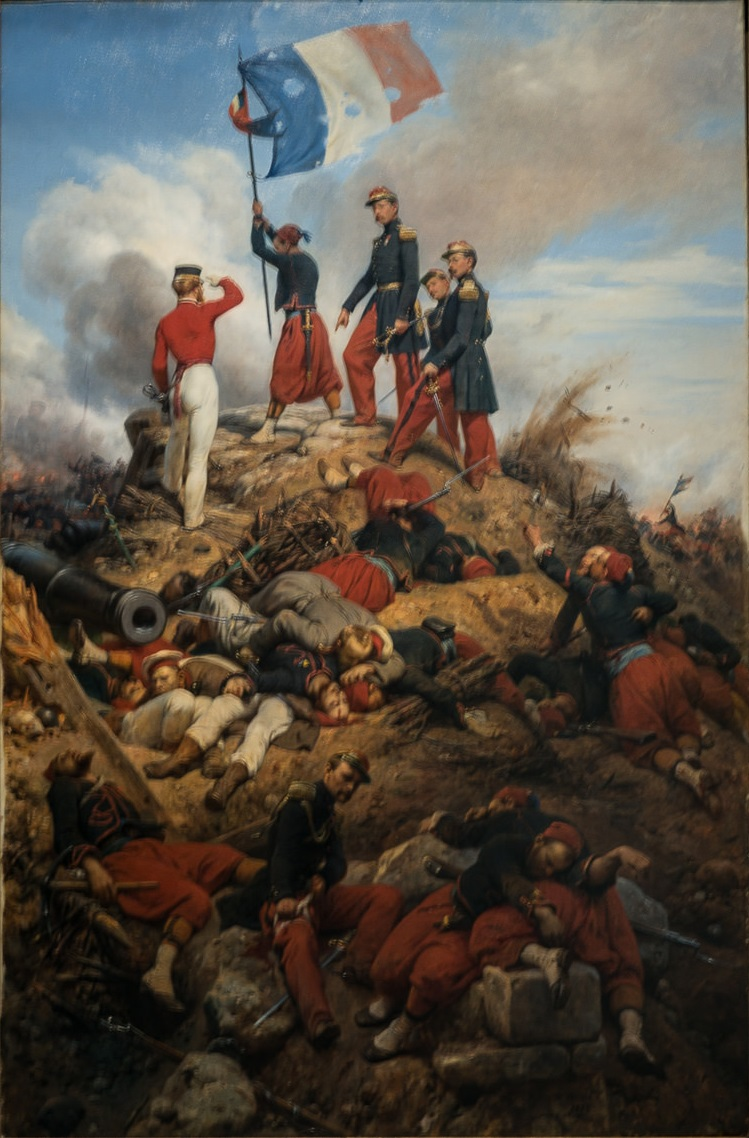
Cucerirea redutei Malakoff (1858)
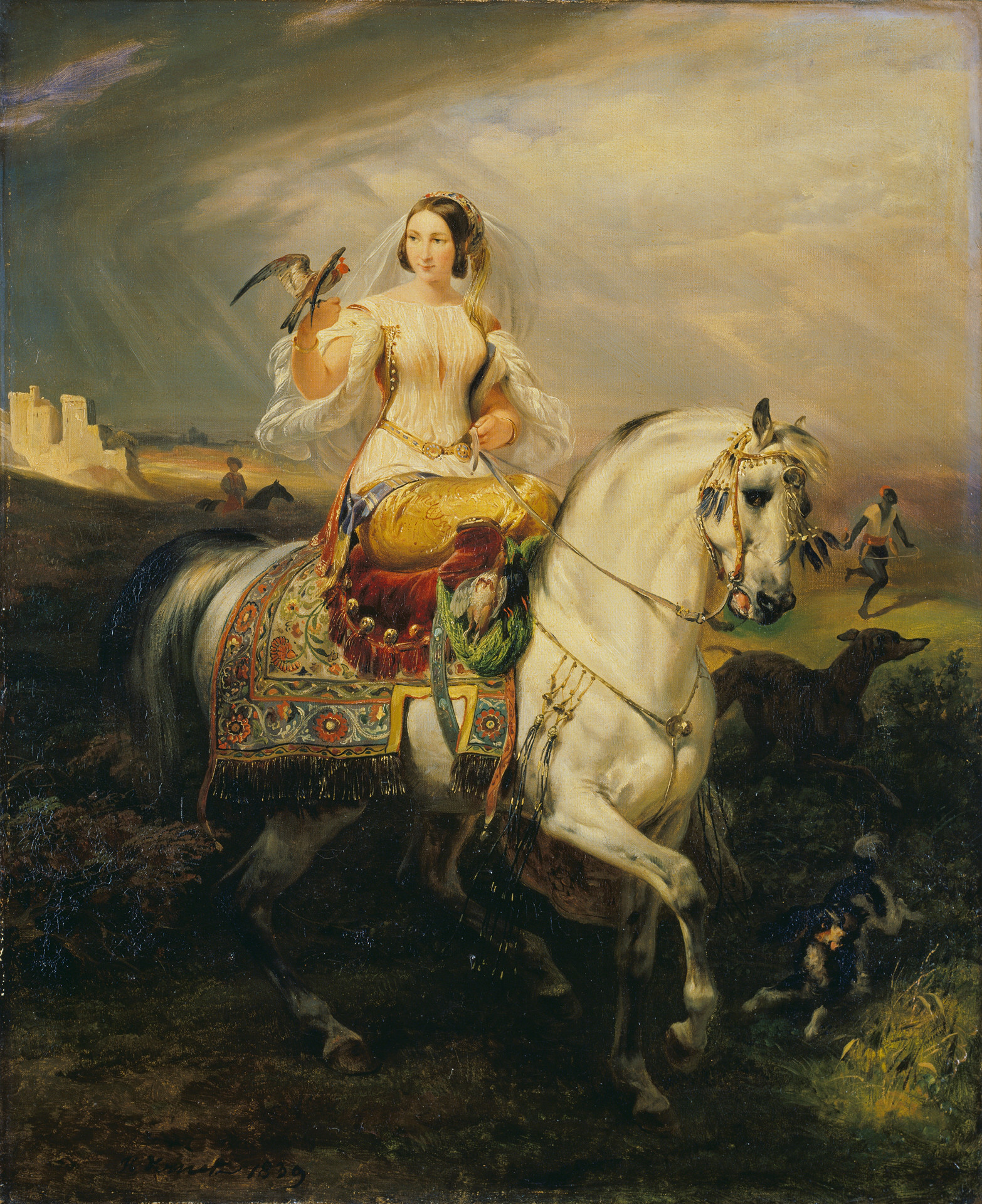
O domniță șoim algeriană (1829)
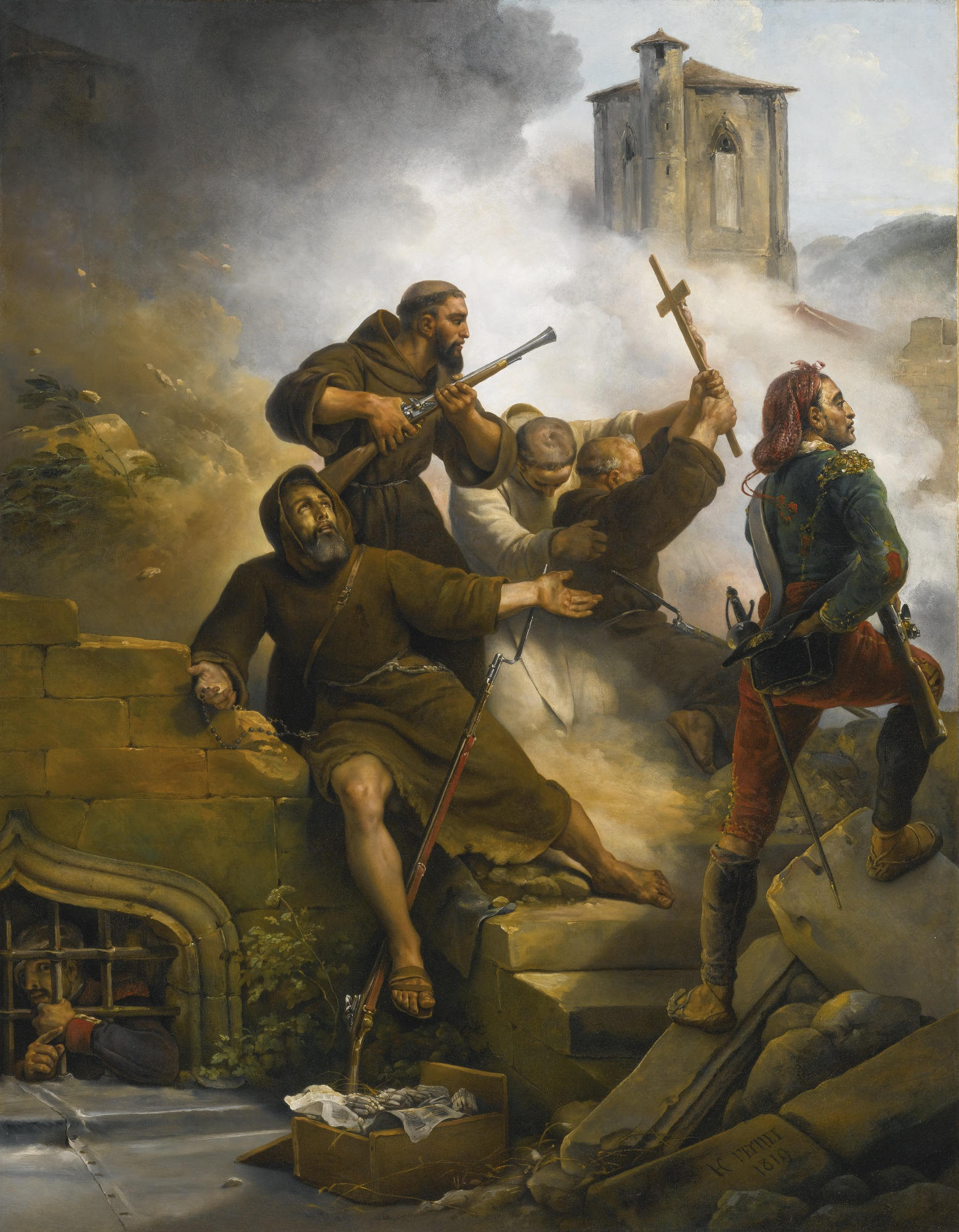
Asediul Zaragozei (1819)
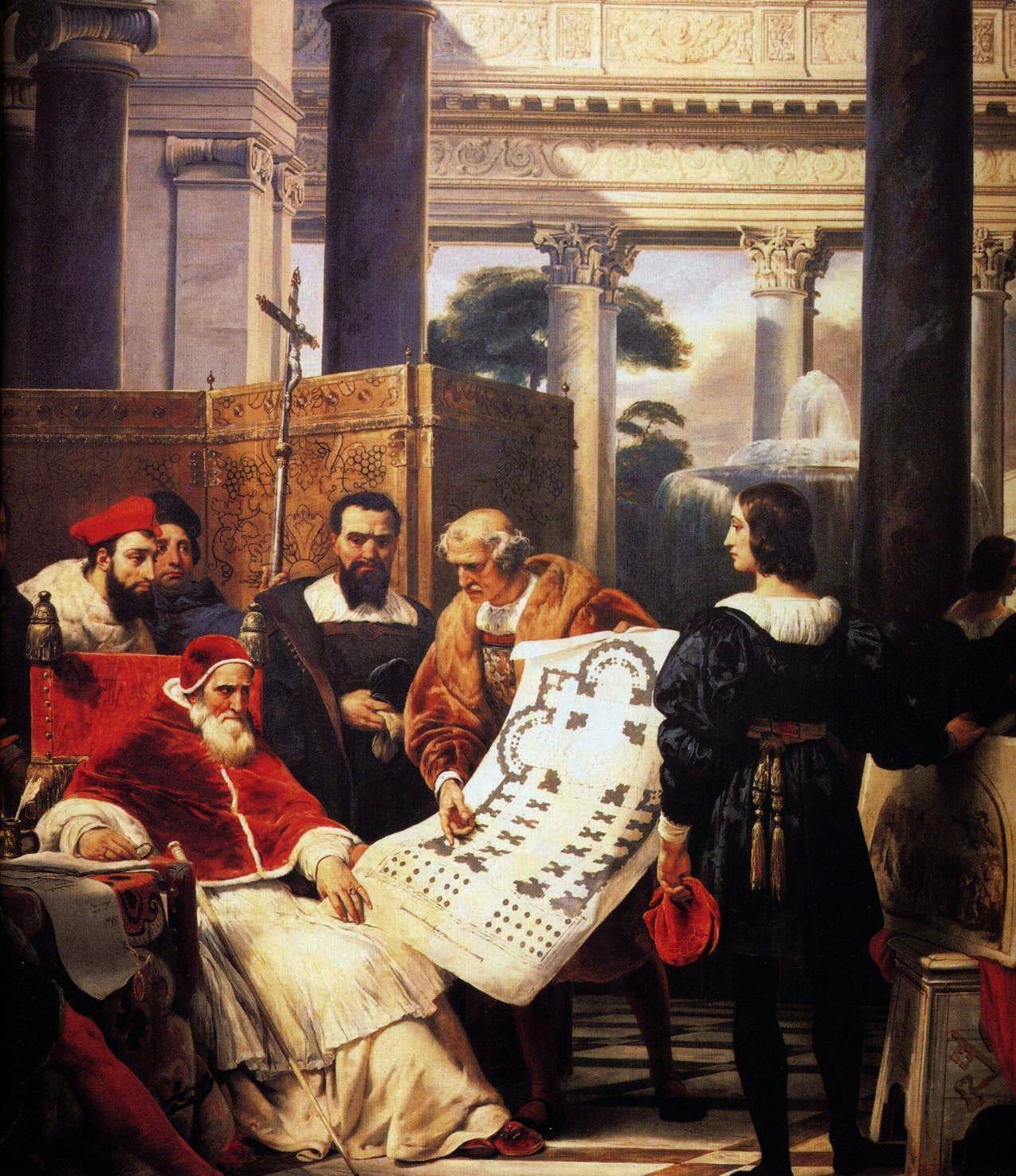
Papa Iuliu al II-lea cerându-le lui Bramante și lui Michelangelo să proiecteze Bazilica Sf. Petru (1827)